# 大平賢作

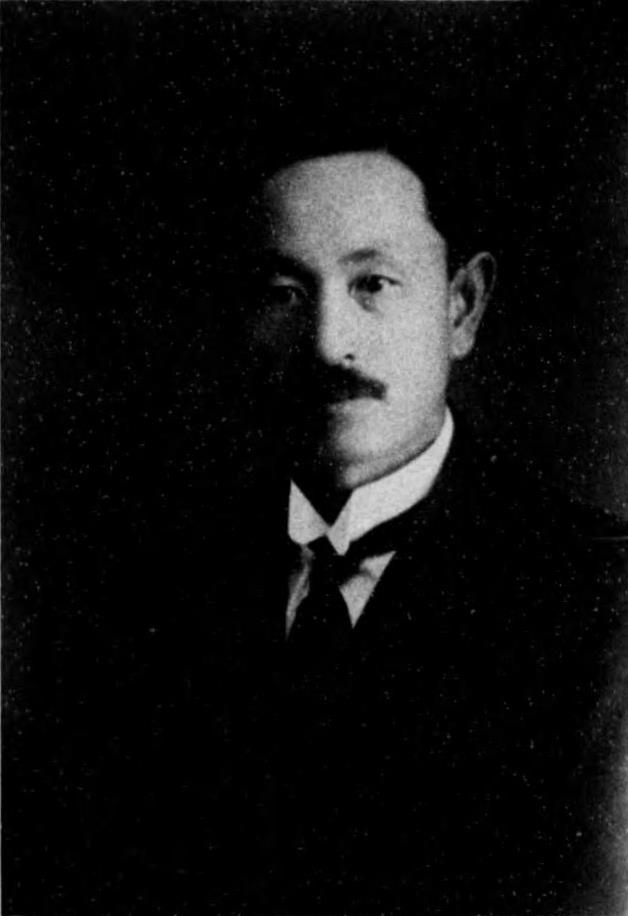
大平賢作

大平 賢作（おおだいら けんさく、1880年2月8日 - 1953年12月17日）は、日本の銀行家。住友銀行頭取・会長。

## 経歴
新潟県南魚沼郡六日町（現南魚沼市）出身。明治37年（1904年）東京高等商業学校（現一橋大学）専攻部銀行科卒業。同年農商務省海外実業練習生、東亜同文書院商務課教授として上海へ。明治39年（1906年）辞任、帰国。同年住友銀行入行、外国係。大正4年（1915年）本店営業部副長、大正7年（1918年）ロンドン支店開設、支配人就任。大正12年（1923年）本店支配人、大正14年（1925年）株式会社住友銀行取締役、翌年常務取締役から代表取締役に就任。
昭和6年（1931年）昭和銀行、三州平和銀行各取締役、住友電線製造所監査役。昭和8年（1933年）住友ビルディング取締役。昭和13年（1938年）住友銀行専務取締役。住友本社取締役、理事、住友倉庫取締役。昭和14年（1939年）住友生命取締役。日本興業銀行参与理事。昭和15年（1940年）住友銀行専務取締役に就任、同時に銀行代表としての公職、住友本社理事ほか連携各社の役職を辞任。昭和16年（1941年）住友銀行取締役会長。昭和19年（1944年）大阪住友海上火災保険取締役会長に就任。昭和20年（1945年）取締役会長を辞任。昭和22年（1947年）から昭和26年（1951年）まで公職追放指定を受ける。
娘はサントリーの社長・会長を歴任した佐治敬三の後妻。孫娘（佐治の娘）がチェリストの堤剛に嫁いでいる。